# 秋田県道212号森岳鵜川線
秋田県道212号森岳鵜川線（あきたけんどう212ごう もりたけうかわせん）は、秋田県山本郡三種町を通る一般県道である。

## 概要
山本郡三種町森岳で秋田県道4号能代五城目線から分岐し、森岳駅近郊を通り、奥羽本線と交差、終点近くで秋田自動車道と立体交差ののち国道7号に至る。

### 路線データ
- 総延長 : 5.874 km（県道211号交差点重複15 m含む）[2]
- 実延長 : 5.859 km[2]
- 起点 : 秋田県山本郡三種町森岳字長田70番2地先（秋田県道4号能代五城目線交点）[3]北緯40度6分3.45秒 東経140度4分45.57秒
- 終点 : 秋田県山本郡三種町鵜川字西鵜川2番3地先（西鵜川交差点、国道7号交点）[3]北緯40度5分54.03秒 東経140度1分18.47秒
- 未供用区間 : なし[2]

## 歴史
- 1972年（昭和47年）3月30日 - 秋田県道に認定される[3]。

## 路線状況

### 冬期閉鎖区間
- なし[4]

### 交通不能区間
- なし[5]

## 地理

### 交差する道路
| 施設名       | 接続路線名                | 備考 | 所在地                                                           |
| ------------ | ------------------------- | ---- | ---------------------------------------------------------------- |
|              | 秋田県道4号能代五城目線   | 起点 | 山本郡三種町森岳字長田                                           |
| 堀切交差点   | 能代山本広域農道          |      | 山本郡三種町豊岡金田字下谷地北緯40度6分19.3秒 東経140度3分26.4秒 |
|              | 秋田県道211号金光寺鵜川線 |      | 山本郡三種町鵜川北緯40度6分6.05秒 東経140度1分52秒               |
| 西鵜川交差点 | 国道7号                   | 終点 | 山本郡三種町鵜川字西鵜川                                         |

### 沿線の施設
- 三種町立山本中学校
- 三種町役場 山本総合支所
- JR東日本 奥羽本線 森岳駅